# Associació Mundial Anacional
L'Associació Mundial Anacional (esperanto: Sennacieca Asocio Tutmonda, SAT) és una associació internacional, independent i sense ànim de lucre, dedicada a promocionar la cultura i l'aprenentatge entre les classes treballadores de la llengua auxiliar internacional esperanto. Té la seu a París i utilitza l'esperanto com a llengua de treball. Va ser fundada el 1921 per Eugène Lanti com a organització plural de treballadors esperantistes. SAT publica una revista mensual, Sennaciulo, i una altra anual, Sennacieca Revuo, així com el diccionari il·lustrat Plena Ilustrita Vortaro.
El 1986 aquesta associació va organitzar el seu congrés anual a Sant Cugat del Vallès. El 2019 ho va fer a Barcelona.